# FAM20A
FAM20A‏ (FAM20A, golgi associated secretory pathway pseudokinase) هوَ بروتين يُشَفر بواسطة جين FAM20A في الإنسان.